# Chiesa di San Marco Evangelista (Rionero in Vulture)
La chiesa di San Marco Evangelista è la chiesa matrice di Rionero in Vulture, sita nel pieno del centro storico. 

## Storia
La chiesa di San Marco Evangelista fu costruita nel 1660, communitatis expensis, ovvero ad opera della comunità cittadina, e in seguito consacrata nel 1695. Nel 1700 venne dedicata a San Marco Evangelista, santo patrono della città. La chiesa presentava una sola navata con ingresso nell'attuale cappella dell'Assunta, ma nel 1728 ebbe inizio un importante lavoro di ampliamento che conferì all’edificio una pianta a croce latina con tre navate. 
La chiesa divenne collegiata nel 1798, ricevendo il titolo di "Arcipretura e Collegiata di San Marco Evangelista".
La struttura fu soggetta a danni a seguito dei terremoti degli anni 1851, 1930 e 1980, che richiesero lavori di consolidamento e restauro, che non la resero esente da alcuni rimaneggiamenti. Dopo il terremoto del ‘30, infatti, si lavorò sulla facciata e la cupola, a seguito dei danni riportati a causa del terremoto del 1980, rischiava di crollare su se stessa, ma la cittadinanza intervenne riuscendo a salvarla e consolidarla. 

## Descrizione

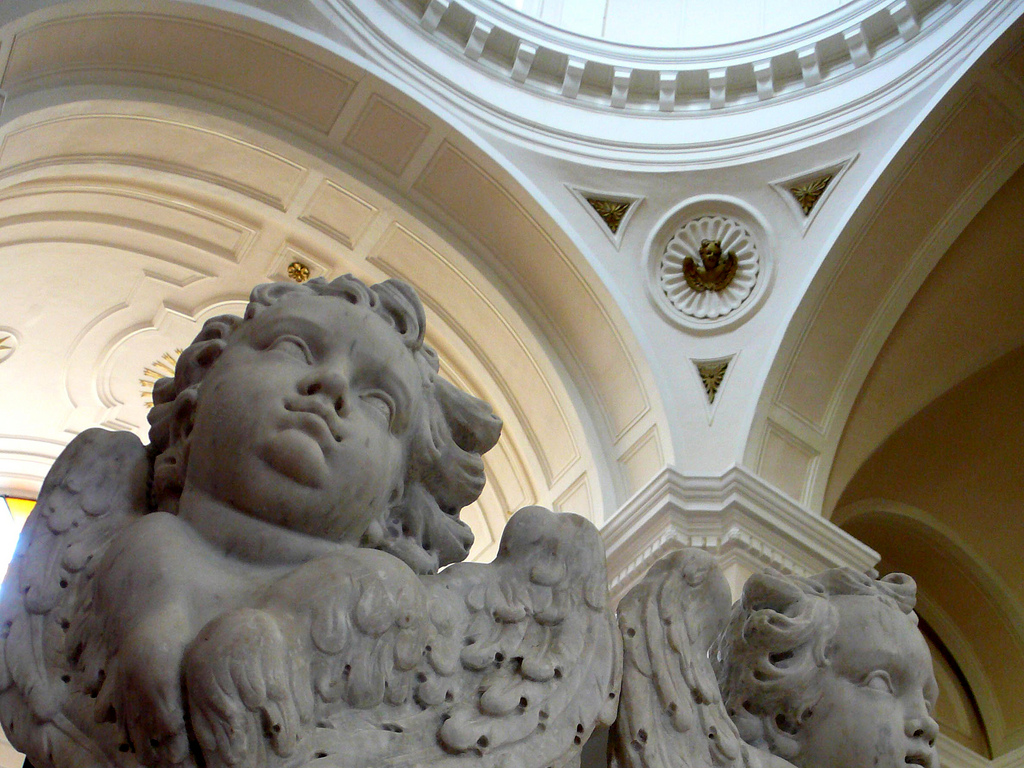
Interno con prospettiva verso la cupola

### Interno
L’edificio è a pianta a croce latina immissa con due navate laterali. La navata centrale è coperta da un soffitto a cassettoni, decorato con rosette dorate e, nel cassettone centrale, da una rappresentazione dello Spirito Santo su uno sfondo celeste.
Il transetto è coperto da volte a crociera e la zona absidale da volta a botte decorata con stucchi e dal monogramma mariano, posto al centro della volta. A segnare l’intersezione tra navata centrale e transetto vi è la maestosa cupola settecentesca.

#### Navata centrale
Essa è sostenuta da otto pilastri con lesene che sostengono archi a tutto sesto che scandiscono le campate, dai quali un tempo pendevano sei lampade votive di argento, come si evince da alcune fotografie storiche. Al di sopra degli archi una trabeazione con fregio. 
Sopra la trabeazione, i pilastri diventano coppie di lesene con capitelli ionici. 
All’ingresso due pregevoli acquasantiere in porfido granitico rosso risalenti al XVIII secolo.

#### Navata sinistra
Le navate laterali sono composte da quattro campate coperte da cupole ovoidali, le quali sono decorate da stucchi situati a nervature e motivi floreali, questi ultimi ripetuti nelle trombe che le sostengono.
Nella seconda un altare del XIX secolo, dedicato a Sant’Antonio di Padova, la cui effigie ottocentesca è adornata da un baldacchino recentemente restaurato del 1914, commissionato dai veterani. 
Proseguendo un altare in granito rosso del XVIII secolo, dedicato alla Beata Vergine del Rosario, la cui effigie è affiancata da Santa Lucia e San Biagio Vescovo. Il terzo altare in marmo, risalente all’Ottocento, è dedicato a San Pio da Pietrelcina. Tutti gli altari sono incorniciati da edicole timpanate con stucchi a motivi vegetali.

#### Navata destra
Nella prima campata destra si vede un Crocifisso del ‘900, che con i lavori degli anni Sessanta era stato posizionato sull’altare maggiore. Nella seconda vi è un altare del XX secolo dedicato alla Madonna dell’Ulivo, la cui immagine risale però al XVIII secolo. 
Proseguendo verso la terza si trova un altare del XVIII secolo, di manifattura napoletana in marmi policromi, dedicato a San Giuseppe, affiancato dalle effigi settecentesche di san Michele Arcangelo e di san Pasquale Baylón. Sull’altare della quarta campata un’effigie seicentesca di san Francesco d’Assisi.

#### Braccio sinistro del transetto
Nel braccio sinistro del transetto un altare dedicato alla Madonna dei Sette Dolori, racchiude al di sotto della mensa la statua di Cristo morto. Nella nicchia sovrastante, incorniciata da una edicola timpanata con stucchi e simboli della passione, l’effigie della Vergine Addolorata. La nicchia ha un catino a conchiglia e sull’altare vi sono gli stemmi dell’Università di Rivonigro. 
Agli estremi del transetto abbiamo due cappelle laterali, chiuse da balaustre e coperte da cupole, arricchite da stucchi a motivi floreali che soprattutto nelle trombe si arricchiscono di putti e rappresentazioni di santi. La cappella sinistra racchiude un maestoso altare riconducibile alle fatture degli altri altari in marmi policromi presenti nella chiesa, dedicato alla Vergine Assunta.

#### Braccio destro del transetto
Nel braccio destro del transetto un altare in marmi policromi dedicato a San Marco Evangelista, patrono di Rionero, la cui effigie è contenuta in una nicchia in porfido con catino a conchiglia. Essa sporge lievemente rispetto alla parete e forma una mensola sostenuta da putti. 
La cappella di destra è adibita a cappella del Santissimo e contiene un altare del XVIII secolo in granito rosso, cui corrisponde la balaustra dello stesso materiale, e dedicato al Sacro Cuore di Gesù. Al di sopra di esso un baldacchino novecentesco realizzato da Emanuele Terzulli, di cui si trovano esempi analoghi nella chiesa del Santissimo Sacramento.

#### Presbiterio
Esso è sovrastato dall’imponente cupola a cassettoni, il cui tamburo è delimitato prima da una trabeazione con mensole a gola dritta e poi da una modanatura classica. Le trombe sono adornate da puttini dorati. Qui l’altar maggiore, di più recente fattura, realizzato nel 1923.

#### Opere di rilievo
Da menzionare due quadri del ‘700, uno raffigurante il Trionfo del Santissimo Sacramento, posto nel transetto sinistro, e l’altro raffigurante L'Ultima Cena, nella cappella del Santissimo Sacramento. 

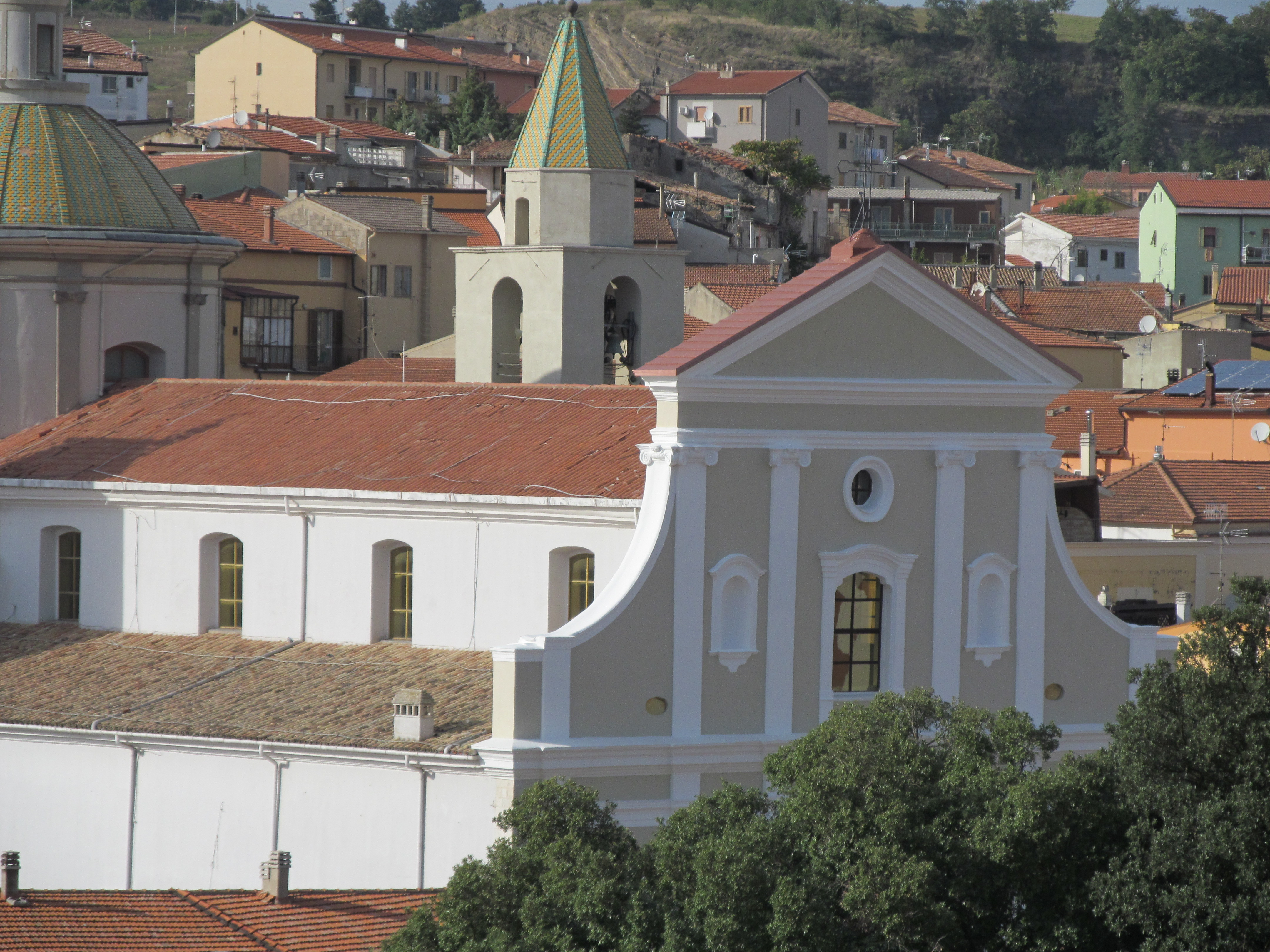
La chiesa vista dal belvedere della Costa

### Esterno
La facciata è divisa in due registri orizzontali, divisi da trabeazioni, e cinque verticali. Nella parte inferiore si trovano i tre portali barocchi intervallati da due nicchie, recentemente riempite con le statue di Pietro e Paolo. I portali laterali sono sormontati da due finestre. Nel registro superiore, sovrastato da un timpano e sfumato da motivi curvilinei, si vede una grande finestra centrale con un oculo al di sopra, affiancata da due nicchie. Nella parte sinistra della chiesa si trova una torre dell’orologio, a cui simmetricamente si contrappone il campanile con una cuspide ottagonale impreziosita da splendide maioliche gialle e verdi. La cupola ripropone esternamente la decorazione interna e la sua calotta è decorata, come la cuspide del campanile e delle due cappelle laterali, da maioliche, un tempo coperte da lastre di piombo, ma riportate al loro stato originario.